# تقی‌آباد (تویسرکان)
تقی آباد روستای از توابع منطقه قلقرود و در نزدیکی تویسرکان قراردارد.

## جمعیت
این روستا در دهستان میان رود قرار دارد و براساس سرشماری مرکز آمار ایران در سال ۱۳۹۵، جمعیت آن ۲۹۹ نفر (۷۲ خانوار) بوده‌است.که بیش از نیمی از آنان را مردان و درصد باقیمانده را زنان و کودکان تشکیل داده‌ است